# ヤマエ食品工業
ヤマエ食品工業（ヤマエしょくひんこうぎょう）とは、宮崎県都城市に本社を置く調味料メーカーである。1872年、江夏岩吉により江夏本店として創業以来、「高千穂峡つゆ」や「ヤマエ醤油」をはじめ、味噌など各種調味料の製造を手がけている。
一時期福岡市に本社機能を置いていた。福岡市に本社を置く商社「ヤマエ久野（旧・江夏商事）」の食品部門の中核企業とされ、両社が現在の社名に使用している「ヤマエ」は、双方の旧社名「江夏」に由来している。

## 主力商品
- 高千穂峡つゆ
- ヤマエみそ
- ヤマエ醤油
- 空飛ぶたまねぎドレッシング
- 日向夏ぽん酢

## 沿革
- 1871年5月　 創業者・江夏岩吉により、江夏本店として創業。
- 1950年12月  法人化。
- 1952年2月　商号を江夏味噌醤油株式会社に改称。
- 1955年7月　商号を江夏食品工業株式会社と改称し総合食品メーカーへ進出。
- 1961年　 一度倒産する。
- 1966年1月　 ブランドにちなんでヤマエ食品工業株式会社に改称。
- 1968年6月　本社を福岡市に移転。
- 1969年4月　ヤマエ販売株式会社を設立。
- 1998年2月　本社を再び都城市に置く。
- 1999年10月　高千穂倉庫株式会社を吸収合併。
- 2003年4月　ISO:9001&HACCP:2003同時認証取得。
- 2009年6月　ISO22000:2005認証取得。